# Древности
«Дре́вности» — журнал, выходивший в Москве с 1865 по 1916 годы.

## История
Труды Московского археологического общества «Древности» с приложениями выходили в Москве в 1865—1916, нерегулярно, томами и выпусками.
Редактировали журнал А. А. Котляревский (том 1), К. К. Герц (тома 2 и 3, вып. I и II), В. Е. Румянцев (том 3, вып. III, тома 4, 6—9), А. В. Орешников (тома 5 и 12), Д. Н. Анучин (том 10) и др.

## Содержание
«Древности» представляли собой научный археологический журнал, публиковавший материалы и исследования по всем отраслям археологии, главным образом на основании раскопок, производившихся на территории России. В журнале печатались также исследования по древней русской мифологии, археологические новости, библиография западноевропейской археологической литературы и протоколы общества.
В журнале принимали участие крупные русские археологи, историки, филологи: А. Н. Афанасьев, А. В. Брыкин, А. Н. Веселовский, К. К. Герц, В. В. Григорьев, И. Е. Забелин, Н. В. Калачев, А. А. Котляревский, П. А. Лавровский, М. А. Максимович, М. П. Погодин, А. А. Потебня, В. Е. Румянцев, И. И. Срезневский, Д. П. Сонцов и другие.

## Указатели
- Общее оглавление и указатель к первым четырём томам «Древностей» и к «Археологическому вестнику». «Древности», т. 5;
- Указатель имён личных, названий географических и предметов в тт. 5—12 «Древностей». Там же, т. 13, вып. 2;
- Список изданий имп. Московского археологического общества за 1865—1914. Сост. В. К. Трутовский, М., 1915.